# Лепський Вадим Леонідович
Вадим Леонідович Лепський (народився 9 липня 1985 року) — український плавець, який спеціалізувався на індивідуальних змаганнях. Представляв Україну на літніх Олімпійських іграх 2008 року і виграв декілька медалей на дистанціях 200 та 400 м у чемпіонатах України.

## Біографія
Лепський змагався за українську команду на літніх Олімпійських іграх 2008 у Пекіні.
В індивідуальному запливі на 200 метрів Лепський зайняв третє місце у відбірковому запливі, програвши 0,12 секунди Мігелю Моліни. Лепському не вдалося пройти в півфінал, оскільки він зайняв двадцять восьме місце в рамках попереднього етапу.
Зайняв 2-е місце на кубку України з плавання у 2009 році.